# Podziemna Trasa Turystyczna w Sandomierzu
Podziemna Trasa Turystyczna w Sandomierzu – połączony w trasę turystyczną zespół dawnych miejskich piwnic i składów, znajdujący się w Sandomierzu. Wejście do podziemi znajduje się przy Rynku 10 (boczne wejście od ul. Oleśnickich), natomiast wyjście - w budynku sandomierskiego Ratusza.
Sandomierska trasa została udostępniona zwiedzającym w 1977 roku. Do jej powstania przyczyniły się występujące w latach 60. XX wieku zapadliska i katastrofy budowlane w mieście. W ich następstwie, w 1963 roku zespół pracowników naukowych Akademii Górniczo-Hutniczej w Krakowie opracował program, mający na celu ratowanie Starego Miasta. W wyniku tych działań odkryto kilkukondygnacyjny zespół podziemnych pomieszczeń i wyrobisk. Celem ustabilizowania gruntu pod budynkami, rok później rozpoczęto prace górnicze, wykonywane przez pracowników Przedsiębiorstwa Robót Górniczych w Bytomiu. W ich trakcie ze względów konstrukcyjnych zlikwidowano część pomieszczeń, natomiast z pozostałych utworzono trasę turystyczną.
Trasa składa się z 34 połączonych ze sobą pomieszczeń, położonych na głębokości od 4 do 12 metrów pod powierzchnią. Składają się na nią pochodzące z XIV i XV wieku kupieckie piwnice i składy; w części udało się zachować pierwotne obmurowania. Długość trasy liczy 470 metrów i biegnie pod budynkami przy ul. Opatowskiej 1 i 2, Rynku od 5 do 10 oraz ulicami: Oleśnickich, Opatowską, Bartolona oraz Rynkiem. W części sal znajdują się ekspozycje związane z historią Sandomierza, życiem codziennym jego mieszkańców oraz tutejszym rzemiosłem. Podczas zwiedzania przywoływane są liczne legendy związane z miastem, w tym najsłynniejsza o Halinie Krępiance i ocaleniu grodu przed Tatarami w XIII wieku.
Trasa jest obiektem całorocznym, czynnym codziennie. Wstęp jest płatny, a zwiedzanie odbywa się w grupach, prowadzonych przez przewodnika.

## Galeria

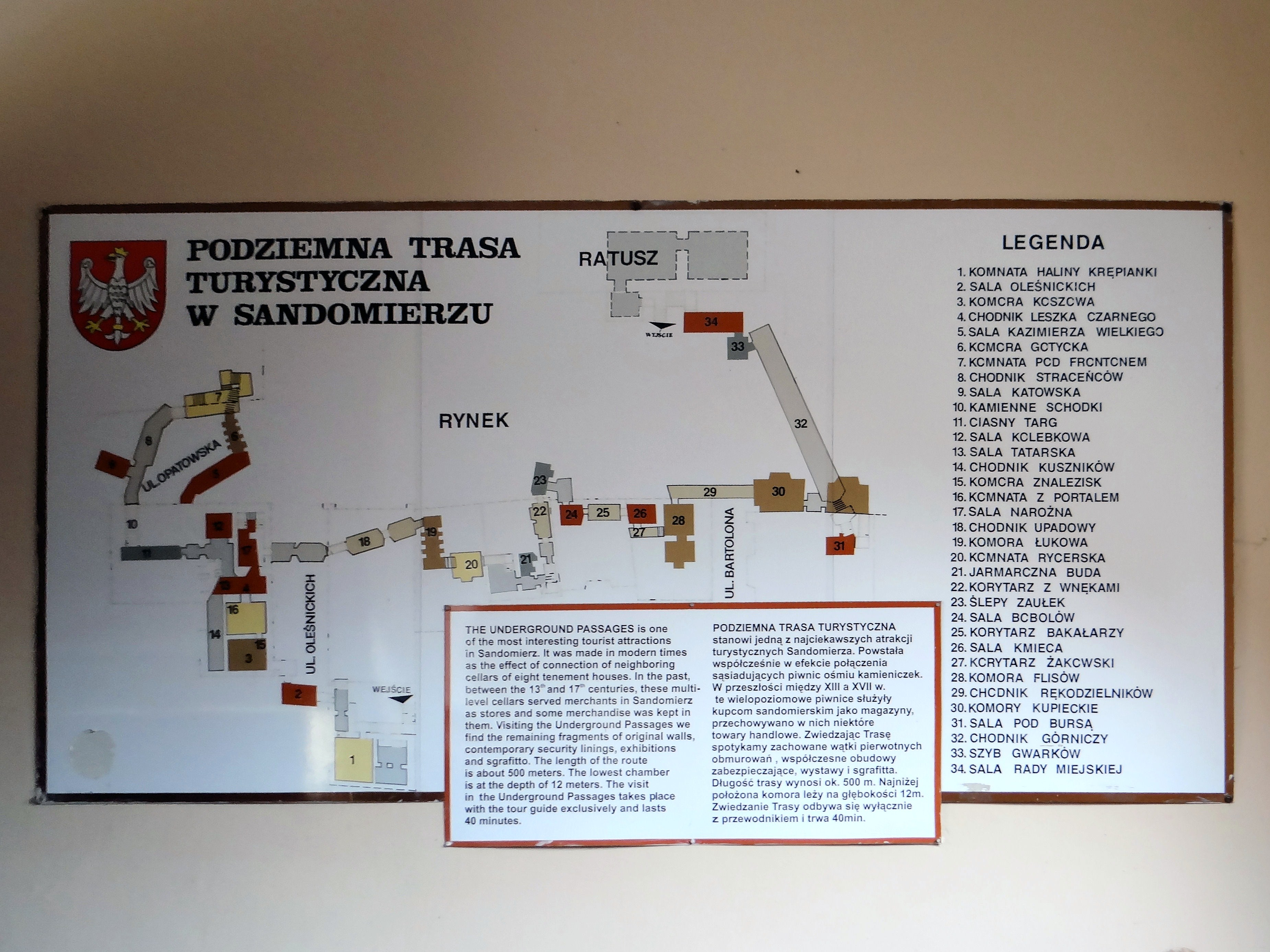
Plan trasy
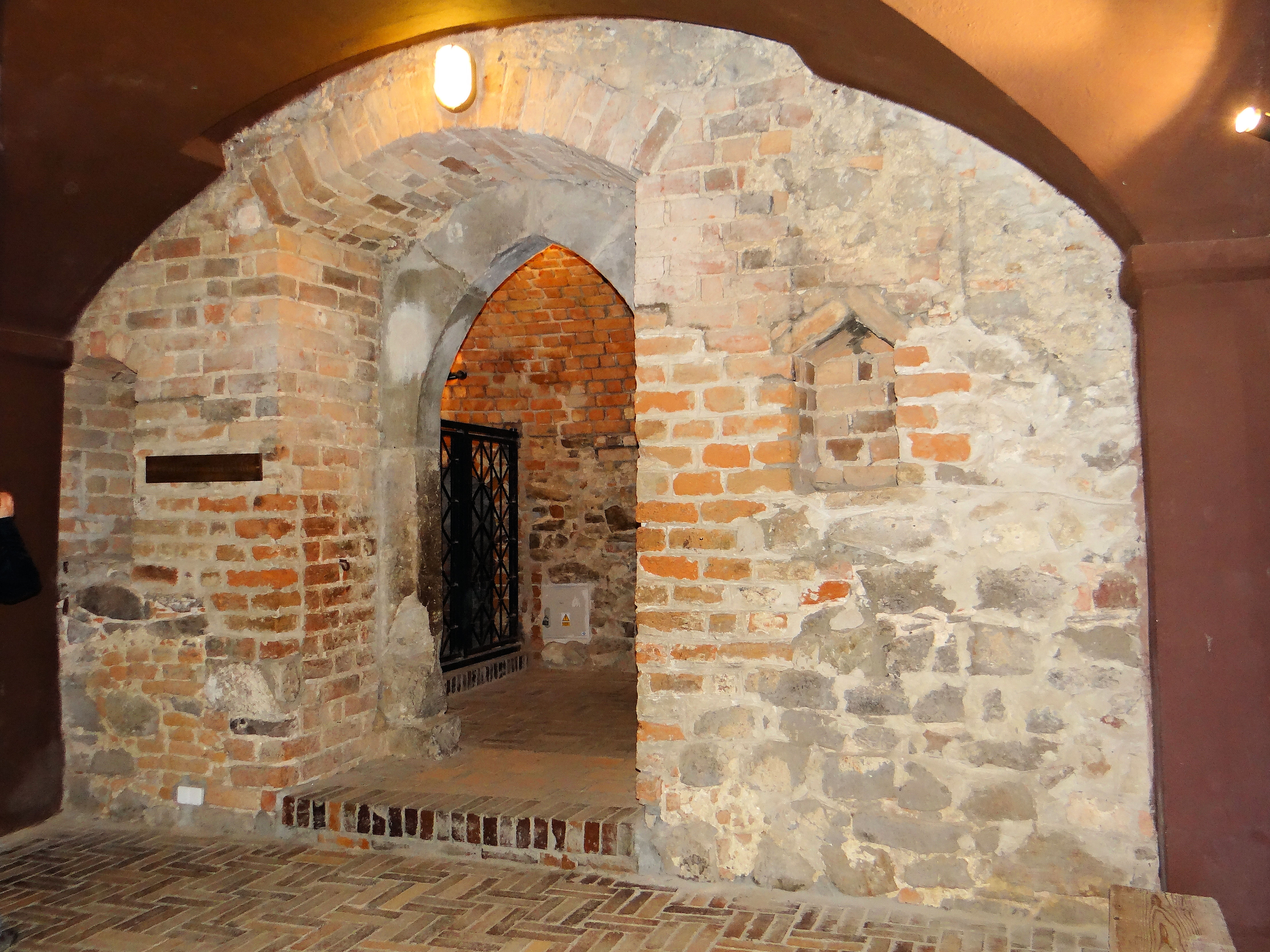
Podziemia
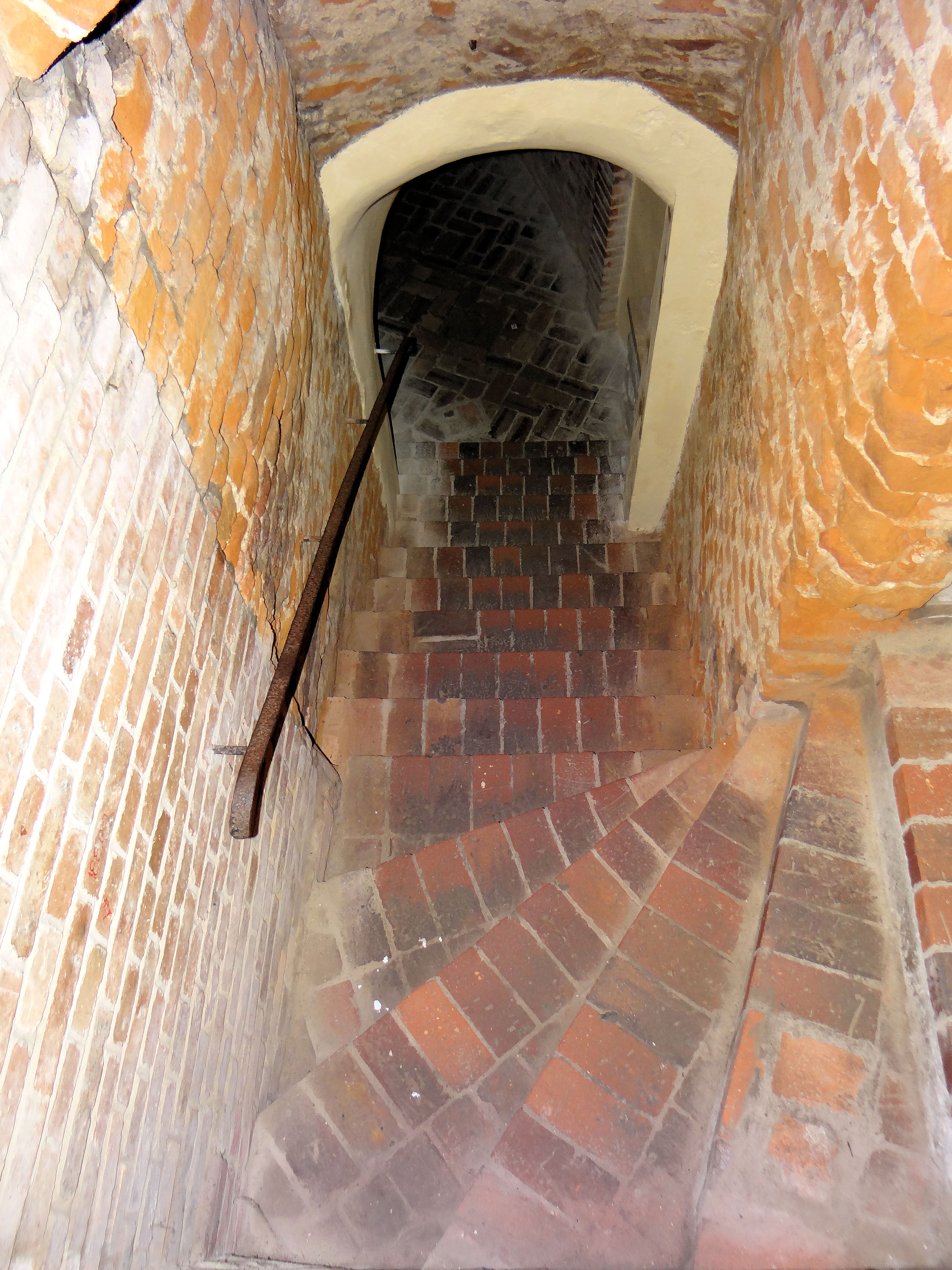
Podziemia
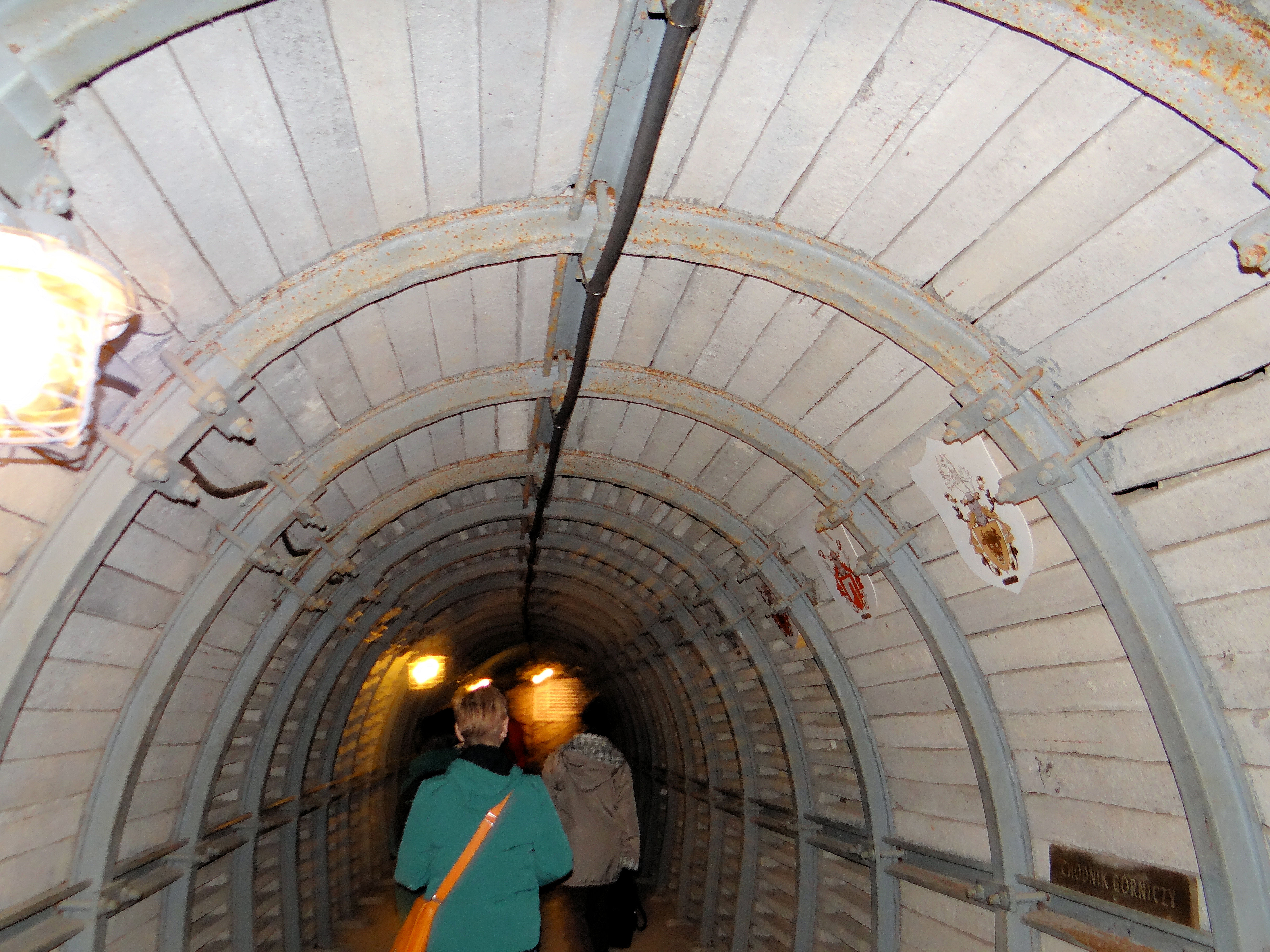
Podziemia
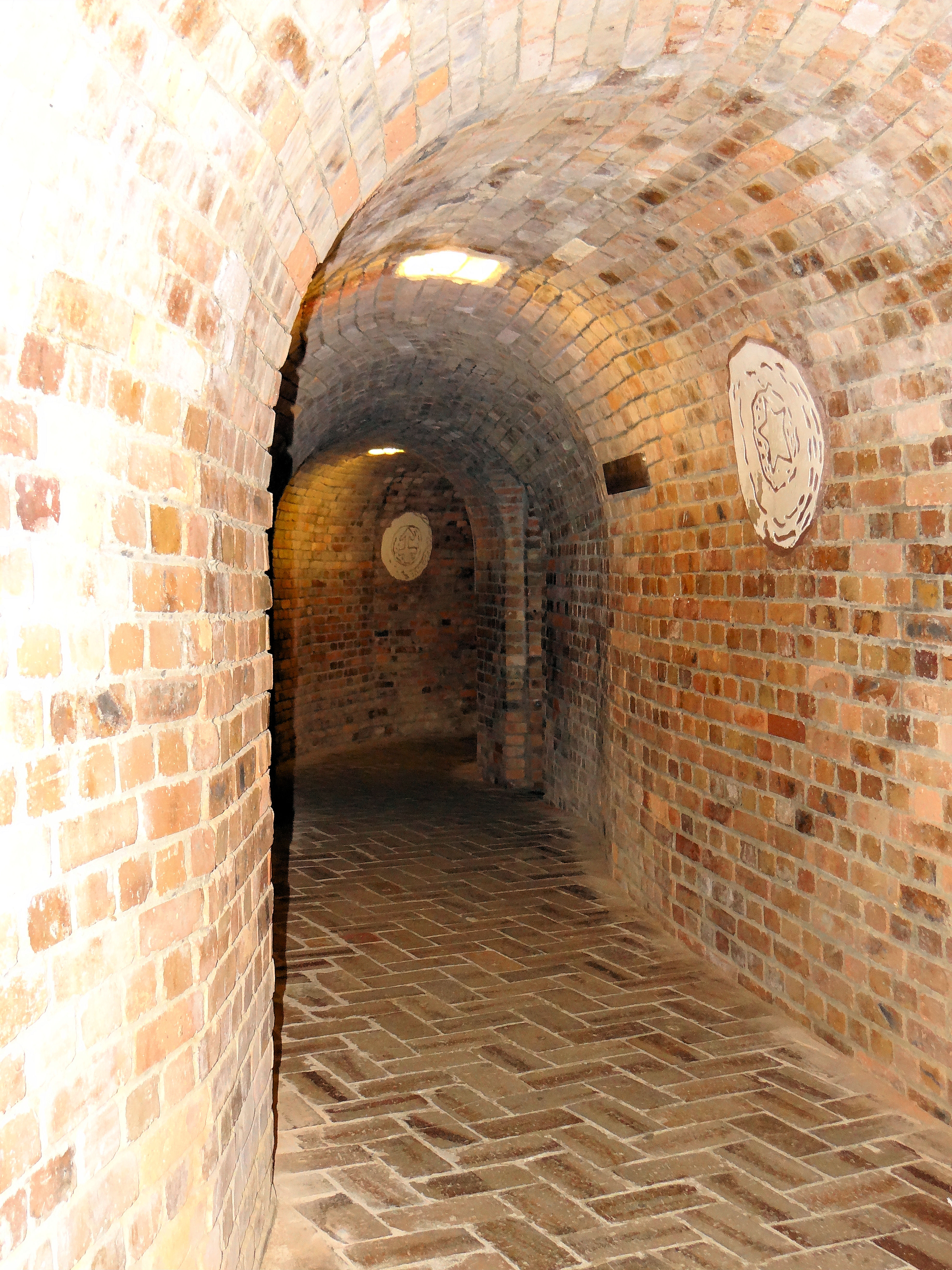
Podziemia
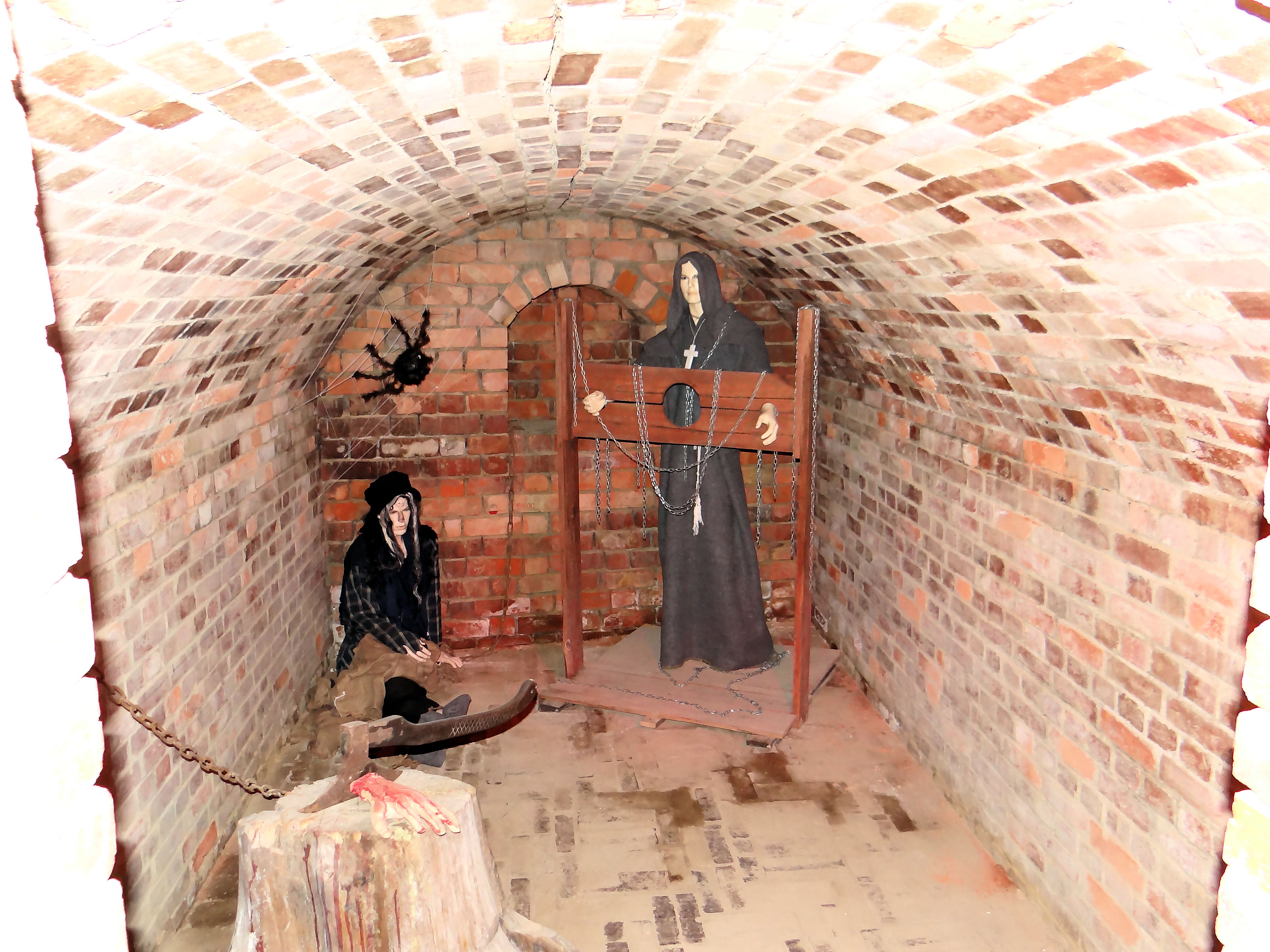
Ekspozycje na trasie
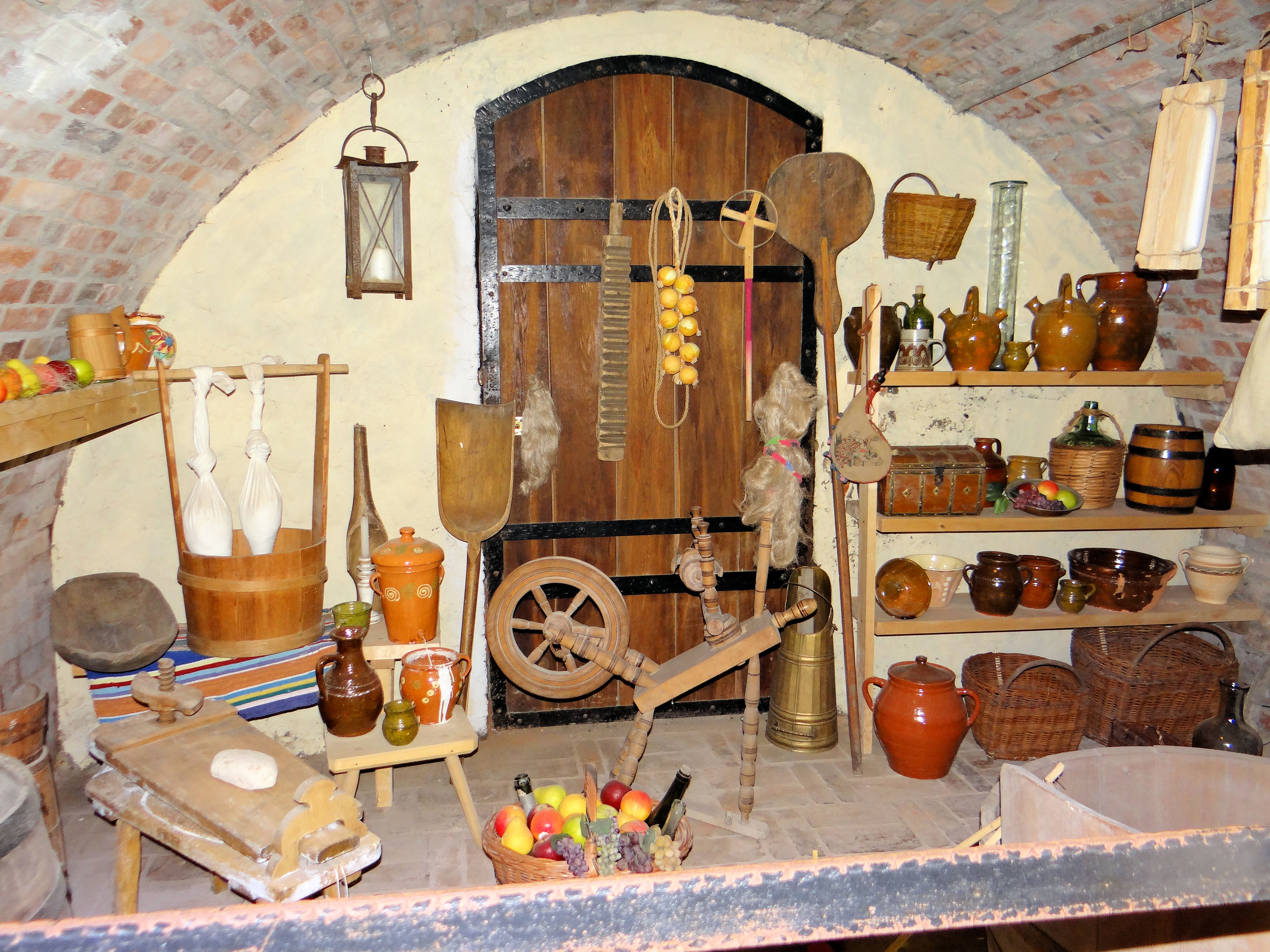
Ekspozycje na trasie
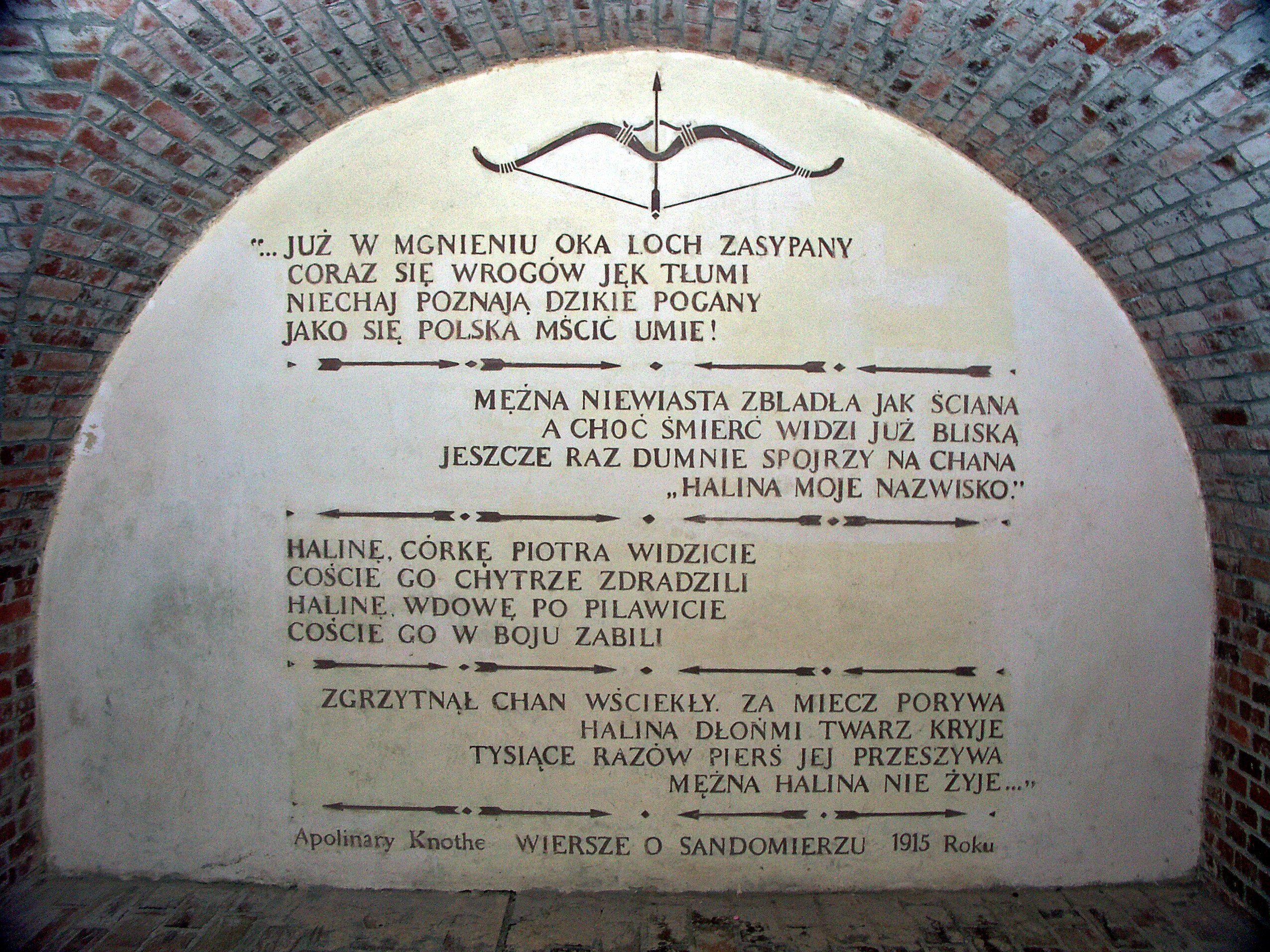
Ekspozycje na trasie
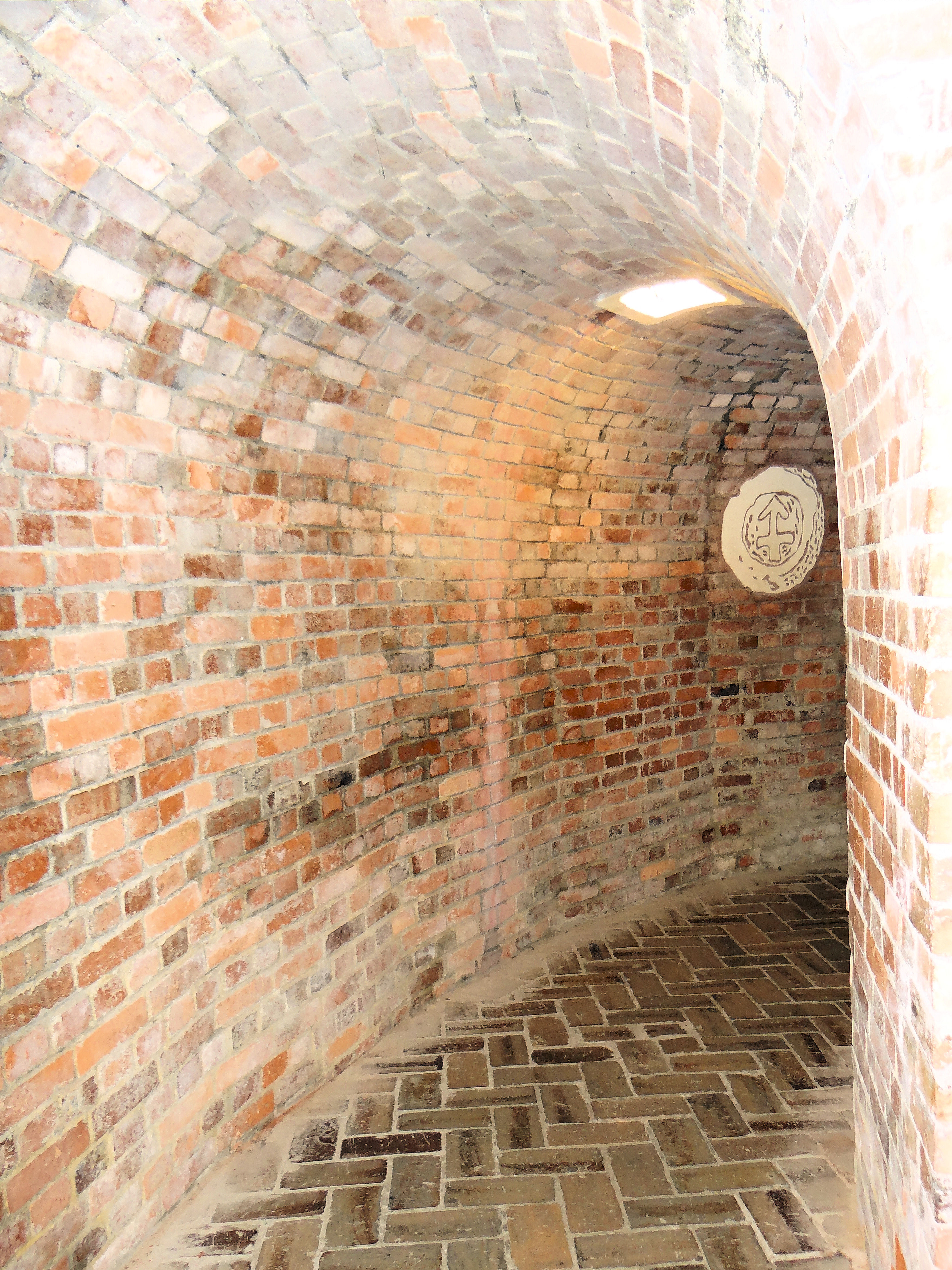
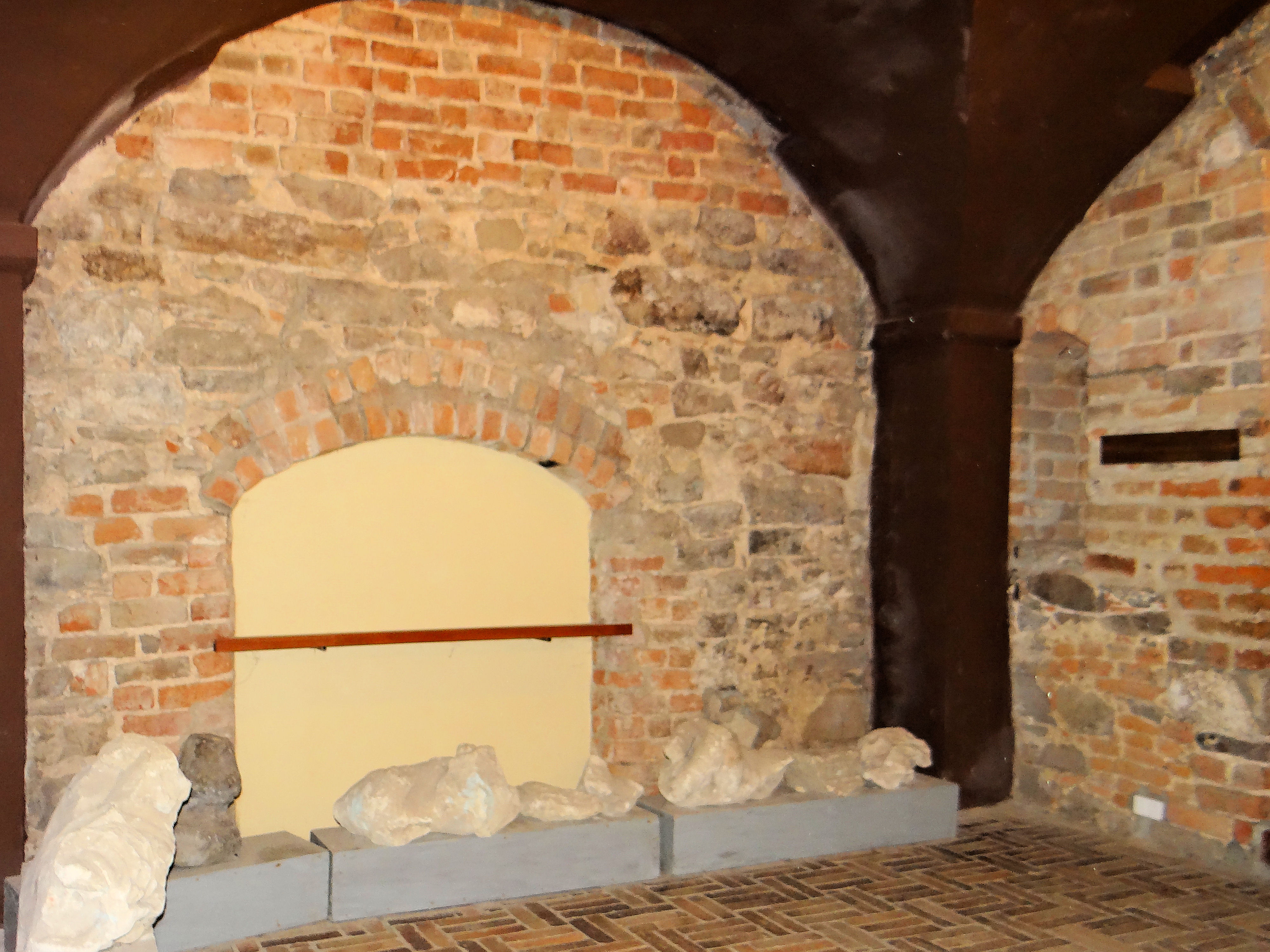
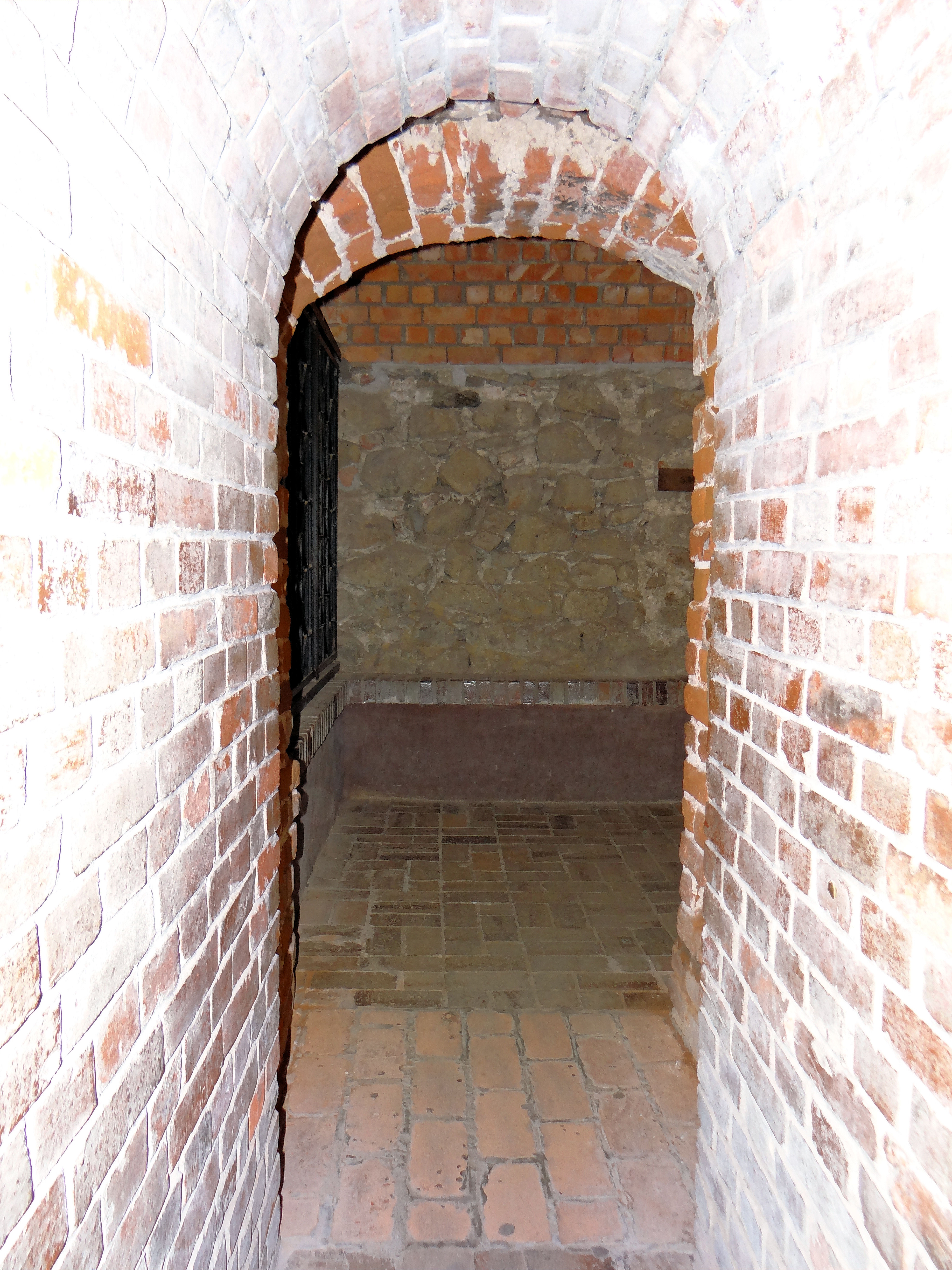
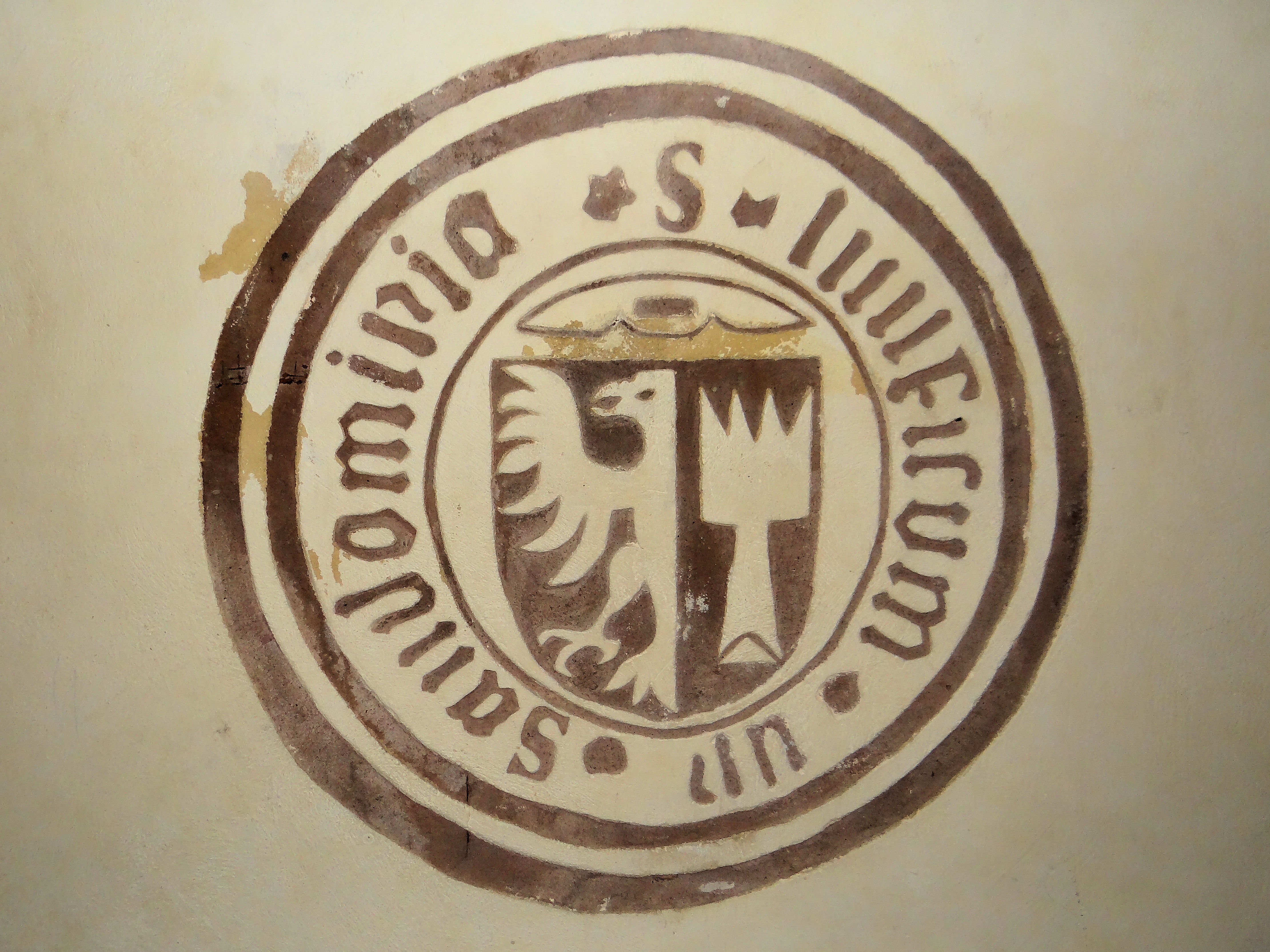
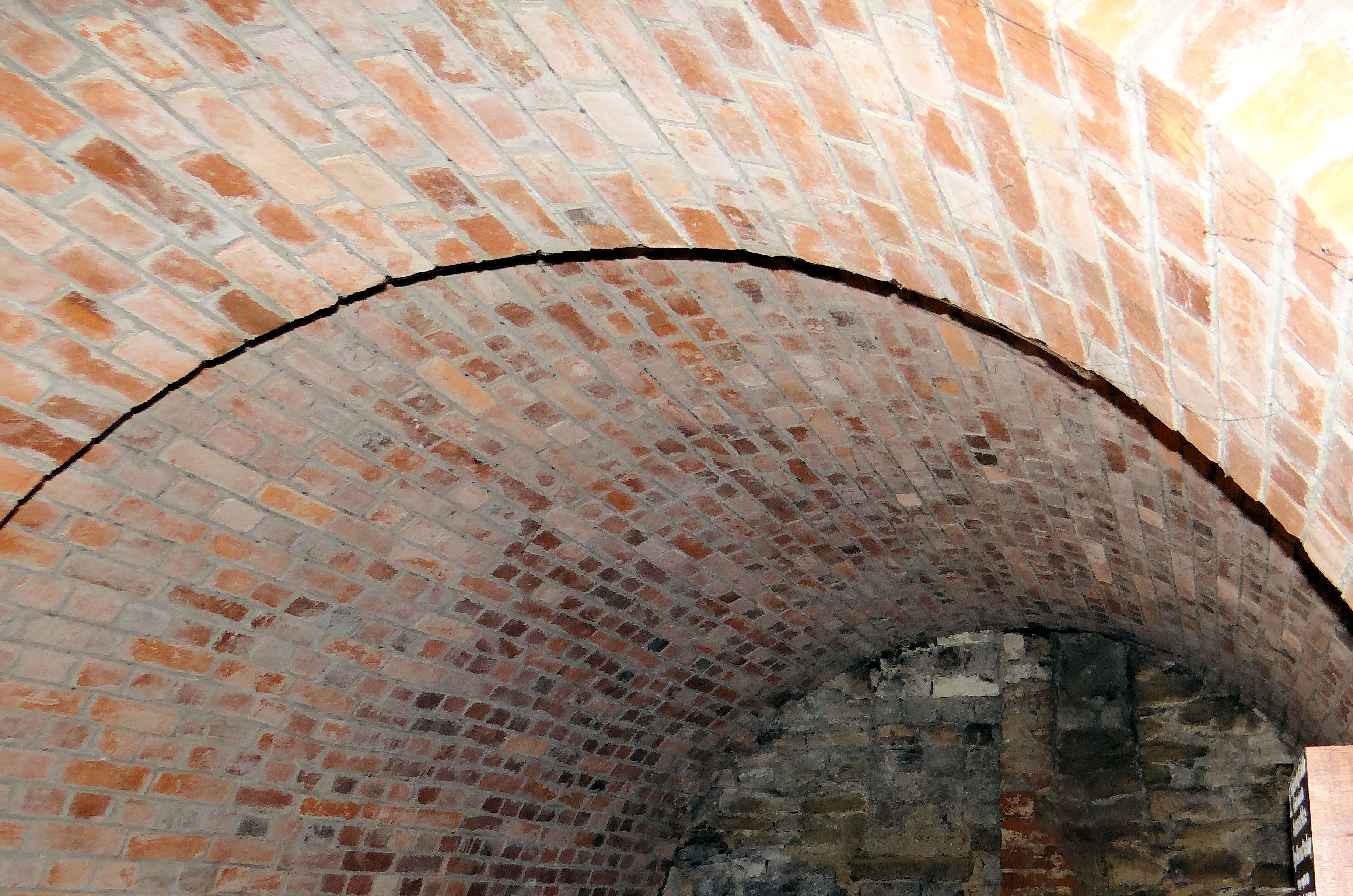
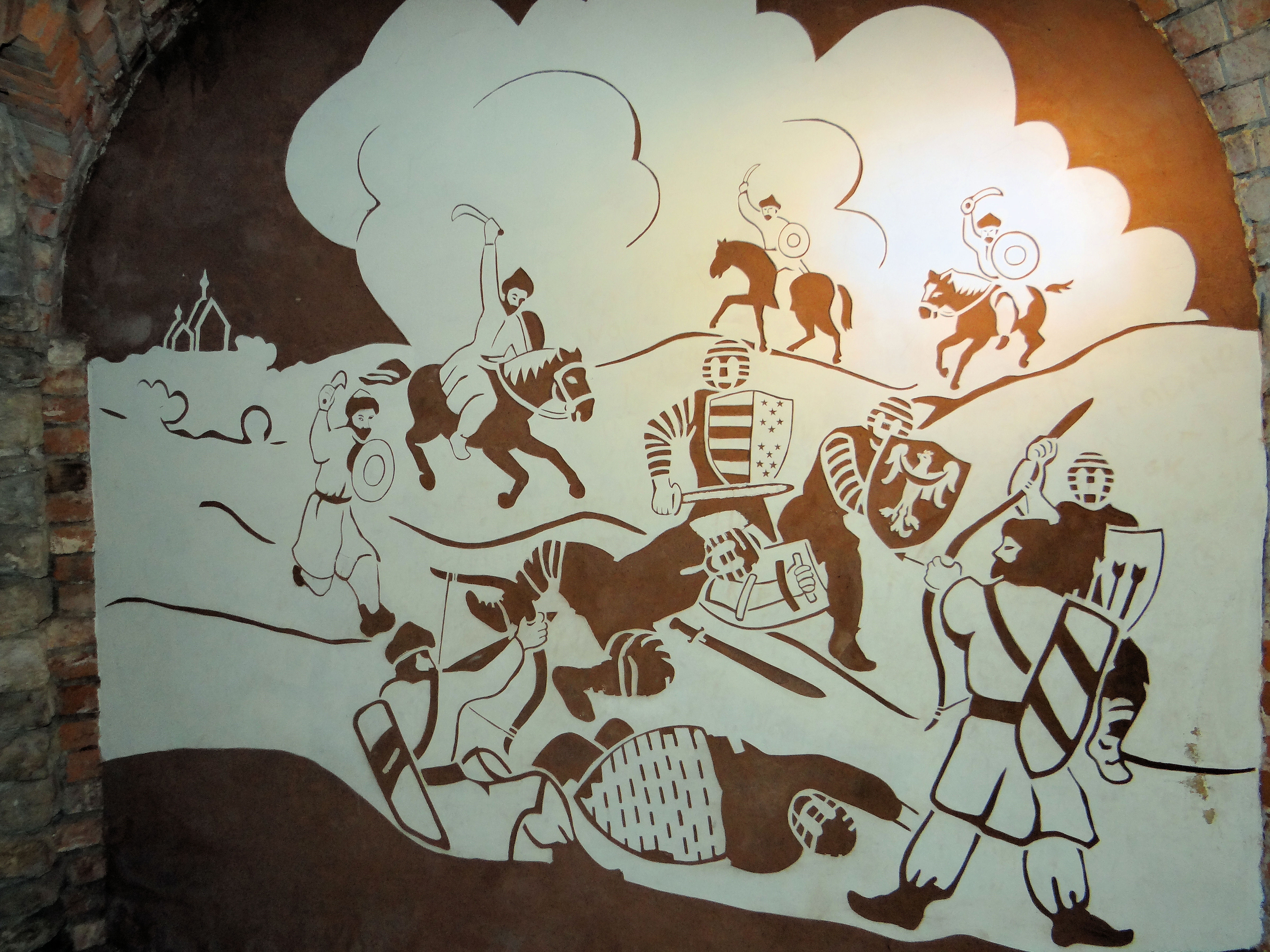
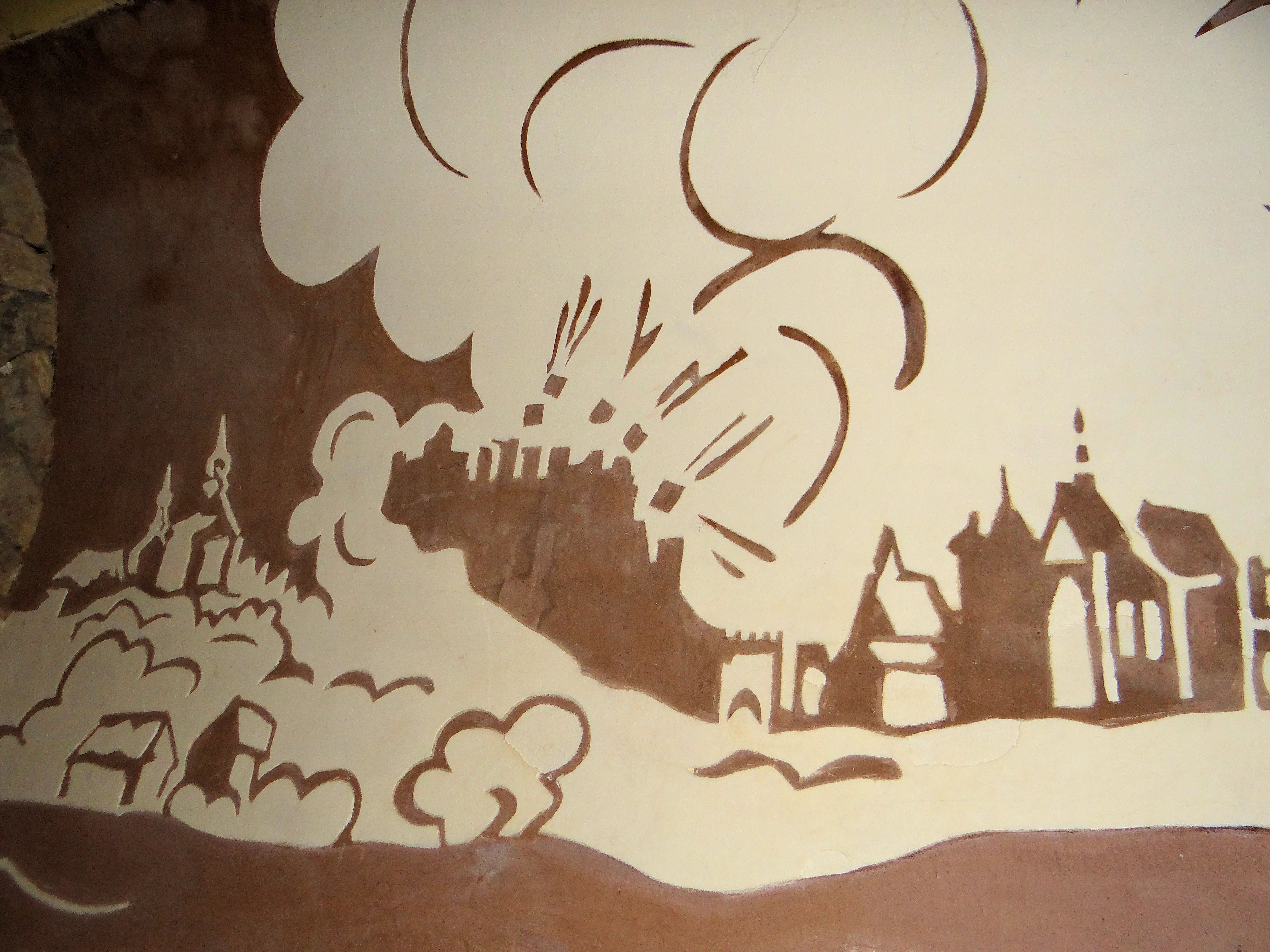
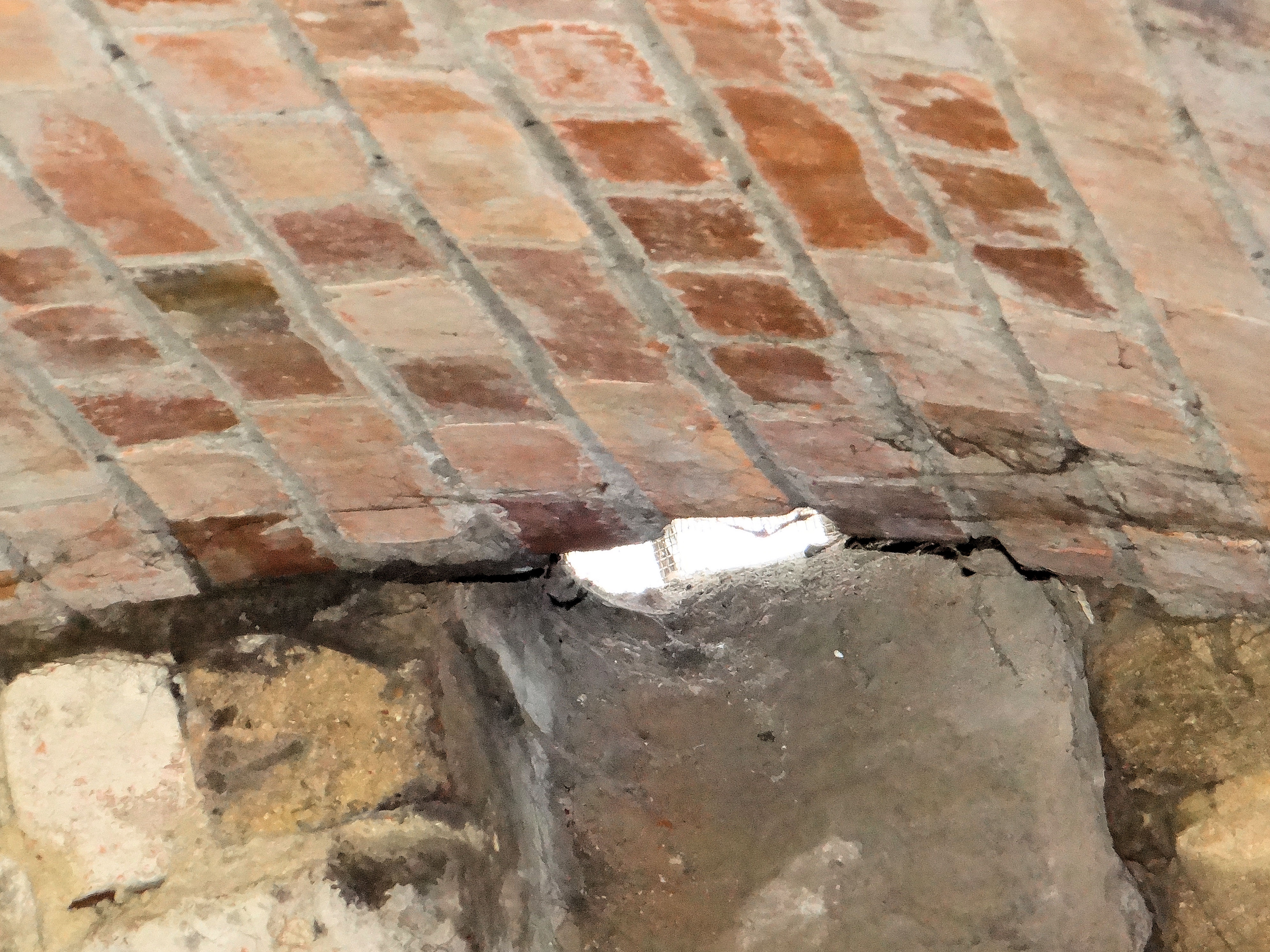
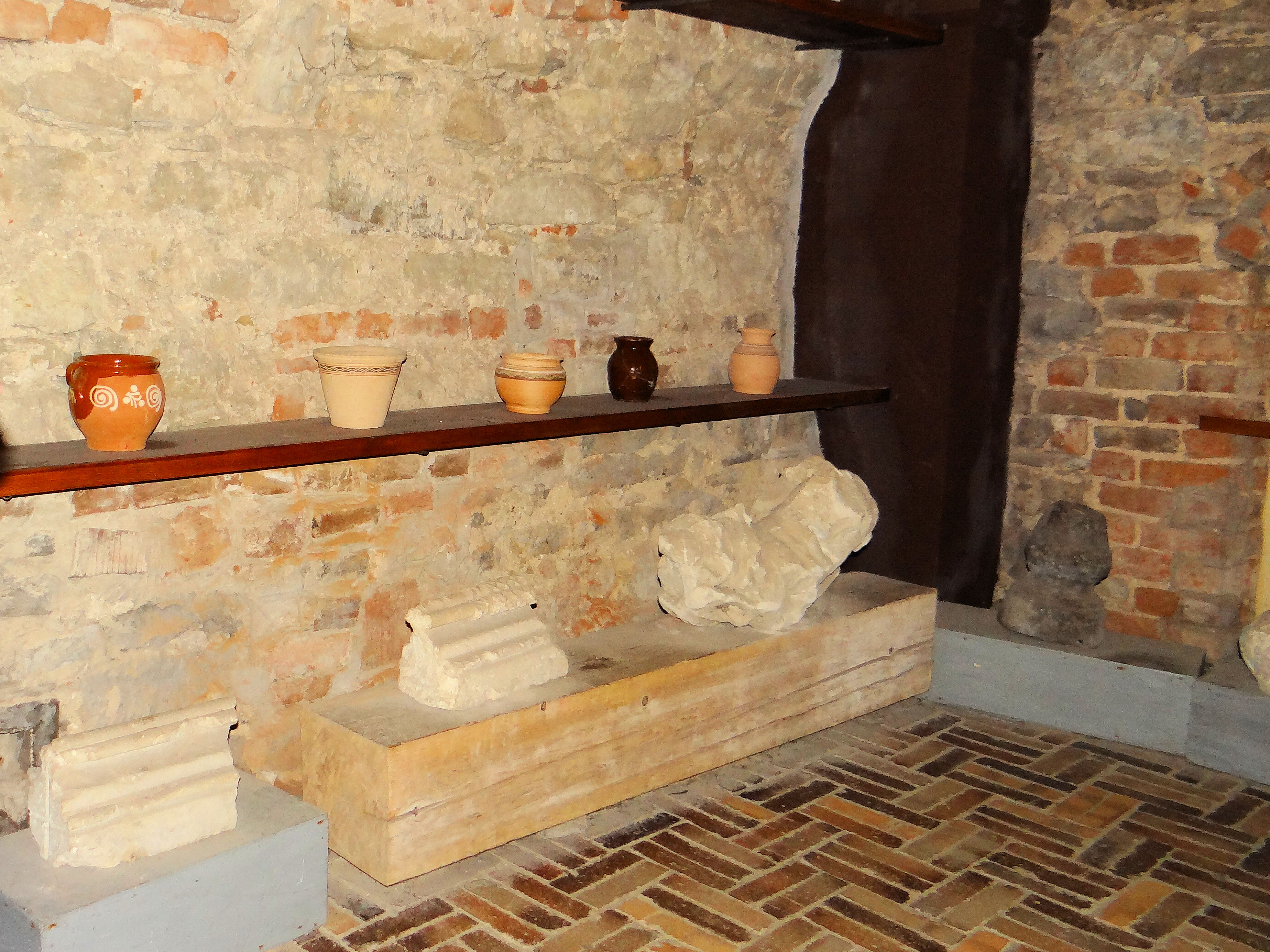
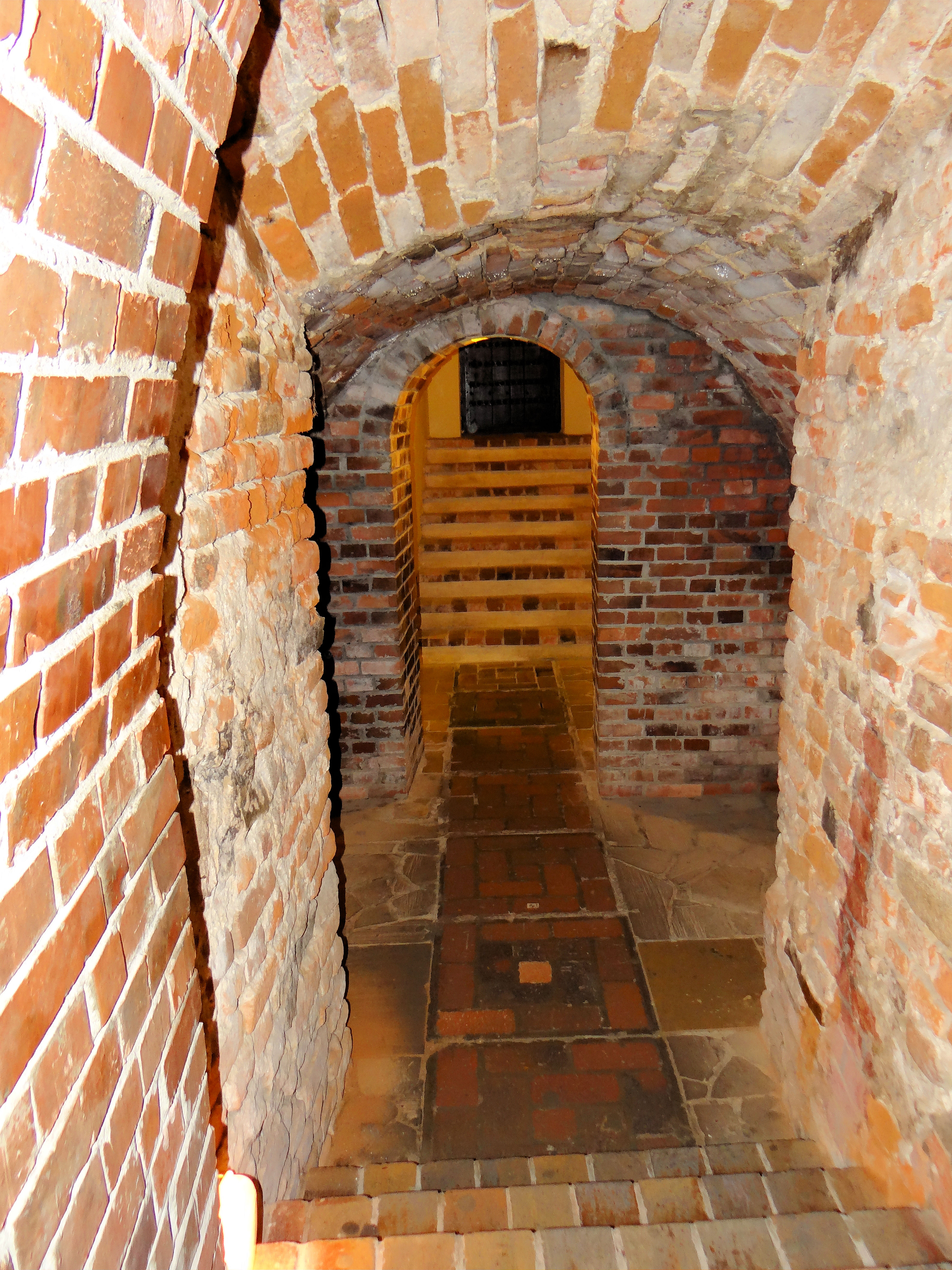
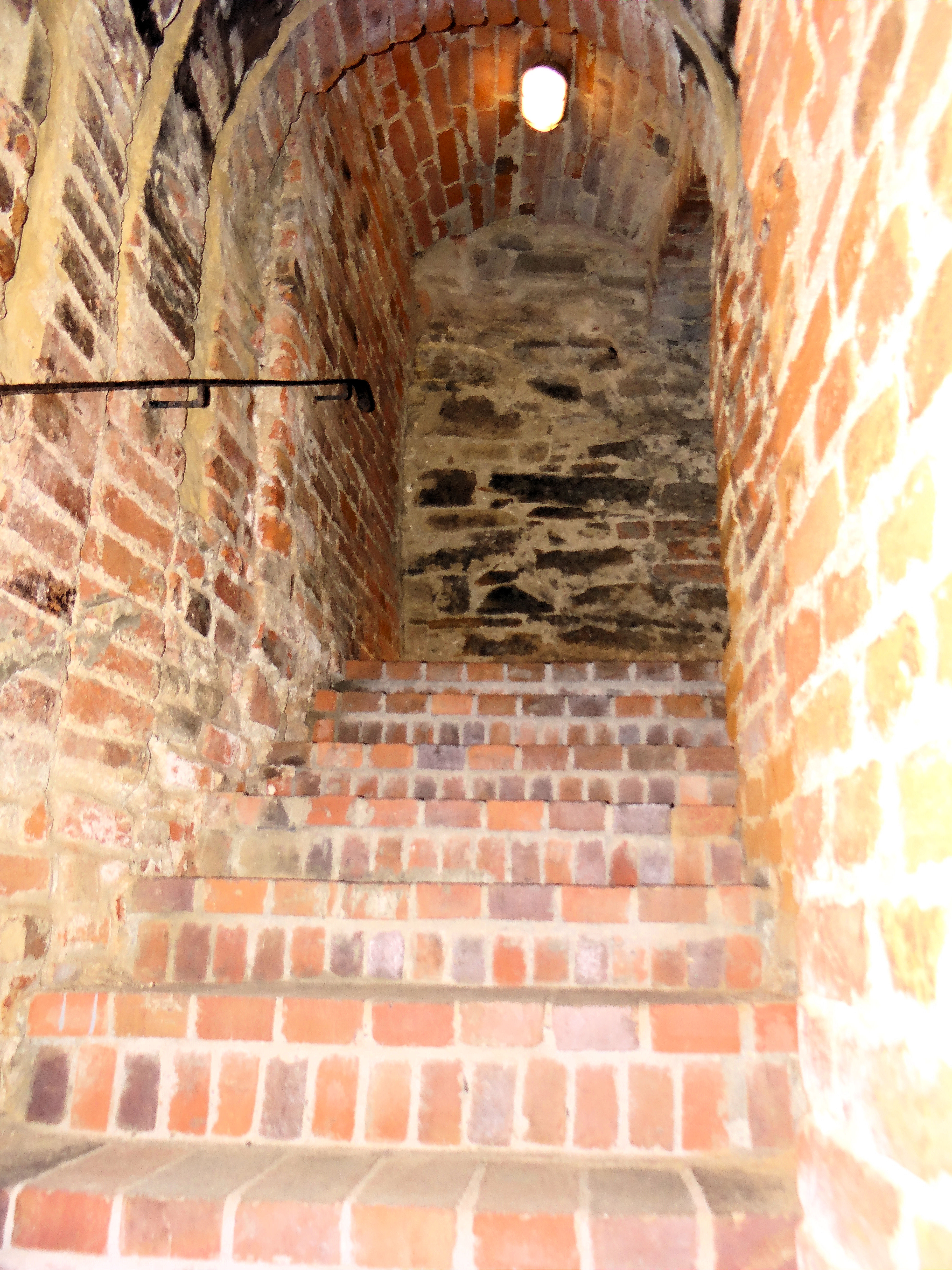